# Politikåret 1872

## Händelser
- 10 september - Edward Stafford efterträder William Fox som Nya Zeelands premiärminister.[1]
- 11 oktober
  - George Marsden Waterhouse efterträder Edward Stafford som Nya Zeelands premiärminister.[1]
  - Oscar Björnstjerna efterträder Baltzar von Platen som Sveriges utrikesstatsminister.[2]
- Okänt datum - Bahíaöarnablir ett av Honduras departement.[3]

## Val och folkomröstningar
- Okänt datum - Andrakammarval hålls i Sverige.

### Fotnoter
1. 1 2  ”New Zealand” (på engelska). World Statesmen. http://www.worldstatesmen.org/New_Zealand.htm. Läst 1 augusti 2015.
2. ↑  ”Sweden” (på engelska). World Statesmen. http://www.worldstatesmen.org/Sweden.html. Läst 29 juli 2015.
3. ↑  Central American English Central American English, By John A. Holm, Geneviève Escure, Elissa Warantz. Central American English Volume I , 1983. Läst 29 juli 2015.